# Lista odcinków serialu Riverdale
Poniżej znajduje się lista odcinków serialu telewizyjnego Riverdale – emitowanego przez amerykańską stację telewizyjną The CW od 26 stycznia 2017 roku. W Polsce serial dostępny jest na platformie Netflix.

## Przegląd sezonów
| Sezon | Sezon | Odcinki | Premierowa emisja    | Premierowa emisja   | Data dostępu VOD     | Data dostępu VOD    | Data dostępu VOD |
| Sezon | Sezon | Odcinki | Premiera sezonu      | Finał sezonu        | Premiera sezonu      | Finał sezonu        |                  |
| ----- | ----- | ------- | -------------------- | ------------------- | -------------------- | ------------------- | ---------------- |
|       | 1     | 13      | 26 stycznia 2017     | 11 maja 2017        | 27 stycznia 2017     | 12 maja 2017        |                  |
|       | 2     | 22      | 11 października 2017 | 16 maja 2018        | 12 października 2017 | 17 maja 2018        |                  |
|       | 3     | 22      | 10 października 2018 | 15 maja 2019        | 11 października 2018 | 16 maja 2019        |                  |
|       | 4     | 19      | 9 października 2019  | 6 maja 2020         | 10 października 2019 | 7 maja 2020         |                  |
|       | 5     | 19      | 20 stycznia 2021     | 6 października 2021 | 21 stycznia 2021     | 7 października 2021 |                  |
|       | 6     | 22      | 16 listopada 2021    | 31 lipca 2022       | 17 listopada 2021    | 2 sierpnia 2022     |                  |
|       | 7     | 20      | 29 marca 2023        | 23 sierpnia 2023    | 30 marca 2023        | 24 sierpnia 2023    |                  |

## Sezon 1 (2017)
| Nr | #  | Tytuł oryginalny                            | Tytuł polski                                 | Reżyseria          | Scenariusz                           | Premiera (The CW) | Premiera w Polsce (Netflix Polska) |
| -- | -- | ------------------------------------------- | -------------------------------------------- | ------------------ | ------------------------------------ | ----------------- | ---------------------------------- |
| 1  | 1  | Chapter One: The River’s Edge               | Rozdział pierwszy: Brzeg rzeki               | Lee Toland Krieger | Roberto Aguirre-Sacasa               | 26 stycznia 2017  | 27 stycznia 2017                   |
| 2  | 2  | Chapter Two: A Touch of Evil                | Rozdział drugi: Dotyk zła                    | Lee Toland Krieger | Roberto Aguirre-Sacasa               | 2 lutego 2017     | 3 lutego 2017                      |
| 3  | 3  | Chapter Three: Body Double                  | Rozdział trzeci: Dubler                      | Lee Toland Kreiger | Yolonda E. Lawrence                  | 9 lutego 2017     | 10 lutego 2017                     |
| 4  | 4  | Chapter Four: The Last Picture Show         | Rozdział czwarty: Ostatni seans              | Mark Piznarski     | Michael Grassi                       | 16 lutego 2017    | 17 lutego 2017                     |
| 5  | 5  | Chapter Five: Heart of Darkness             | Rozdział piąty: Jądro ciemności              | Jesse Warn         | Ross Maxwell                         | 23 lutego 2017    | 24 lutego 2017                     |
| 6  | 6  | Chapter Six: Faster, Pussycats! Kill! Kill! | Rozdział szósty: Kobieta w oknie             | Steven A. Adelson  | Tessa Leigh Williams, Nicholas Zwart | 2 marca 2017      | 3 marca 2017                       |
| 7  | 7  | Chapter Seven: In a Lonely Place            | Rozdział siódmy: Samotność                   | Allison Anders     | Aaron Allen                          | 9 marca 2017      | 10 marca 2017                      |
| 8  | 8  | Chapter Eight: The Outsiders                | Rozdział ósmy: Outsiderzy                    | David Katzenberg   | Julia Cohen                          | 30 marca 2017     | 31 marca 2017                      |
| 9  | 9  | Chapter Nine: La Grande Illusion            | Rozdział dziewiąty: Wielkie złudzenie        | Lee Rose           | James DeWille                        | 6 kwietnia 2017   | 7 kwietnia 2017                    |
| 10 | 10 | Chapter Ten: The Lost Weekend               | Rozdział dziesiąty: Utracony weekend         | Dawn Wilkinson     | Britta Lundin, Brian E. Paterson     | 13 kwietnia 2017  | 14 kwietnia 2017                   |
| 11 | 11 | Chapter Eleven: To Riverdale and Back Again | Rozdział jedenasty: Powrót do przyszłości    | Kevin Sullivan     | Roberto Aguirre-Sacasa               | 27 kwietnia 2017  | 28 kwietnia 2017                   |
| 12 | 12 | Chapter Twelve: Anatomy of a Murder         | Rozdział dwunasty: Anatomia mordercy         | Rob Seidenglanz    | Michael Grassi                       | 4 maja 2017       | 5 maja 2017                        |
| 13 | 13 | Chapter Thirteen: The Sweet Hereafter       | Rozdział trzynasty: Słodkie życie po śmierci | Lee Toland Krieger | Roberto Aguirre-Sacasa               | 11 maja 2017      | 12 maja 2017                       |

## Sezon 2 (2017-2018)
| Nr | #  | Tytuł                                            | Polski tytuł                                                   | Reżyseria         | Scenariusz                              | Premiera (The CW)    | Premiera w Polsce (Netflix Polska) |
| -- | -- | ------------------------------------------------ | -------------------------------------------------------------- | ----------------- | --------------------------------------- | -------------------- | ---------------------------------- |
| 14 | 1  | Chapter Fourteen: A Kiss Before Dying            | Rozdział czternasty: Pocałunek przed śmiercią                  | Rob Seidenglanz   | Roberto Aguirre-Sacasa                  | 11 października 2017 | 12 października 2017               |
| 15 | 2  | Chapter Fifteen: Nighthawks                      | Rozdział piętnasty: Nocne marki                                | Allison Anders    | Michael Grassi                          | 18 października 2017 | 19 października 2017               |
| 16 | 3  | Chapter Sixteen: The Watcher in the Woods        | Rozdział szesnasty: Kto czyha w lesie?                         | Kevin Sullivan    | Ross Maxwell                            | 25 października 2017 | 26 października 2017               |
| 17 | 4  | Chapter Seventeen: The Town That Dreaded Sundown | Rozdział siedemnasty: Miasto, które boi się zachodu słońca     | Allison Anders    | Amanda Lasher                           | 1 listopada 2017     | 2 listopada 2017                   |
| 18 | 5  | Chapter Eighteen: When a Stranger Calls          | Rozdział osiemnasty: Gdy dzwoni nieznajomy                     | Ellen Pressman    | Aaron Allen                             | 8 listopada 2017     | 9 listopada 2017                   |
| 19 | 6  | Chapter Nineteen: Death Proof                    | Rozdział dziewiętnasty: Dowody                                 | Maggie Kiley      | Tessa Leigh Williams, Arabella Anderson | 15 listopada 2017    | 16 listopada 2017                  |
| 20 | 7  | Chapter Twenty: Tales from the Darkside          | Rozdział dwudziesty: Opowieści z mroku                         | Dawn Wilkinson    | James DeWille                           | 29 listopada 2017    | 30 listopada 2017                  |
| 21 | 8  | Chapter Twenty-One: House of the Devil           | Rozdział dwudziesty pierwszy: Dom szatana                      | Kevin Sullivan    | Yolonda Lawrence                        | 6 grudnia 2017       | 7 grudnia 2017                     |
| 22 | 9  | Chapter Twenty-Two: Silent Night, Deadly Night   | Rozdział dwudziesty drugi: „Cicha noc, krwawa noc”             | Rob Seidenglanz   | Shepard Boucher                         | 13 grudnia 2017      | 14 grudnia 2017                    |
| 23 | 10 | Chapter Twenty-Three: The Blackboard Jungle      | Rozdział dwudziesty trzeci: Szkolna dżungla                    | Tim Hunter        | Britta Lundin, Brian E. Paterson        | 17 stycznia 2018     | 18 stycznia 2018                   |
| 24 | 11 | Chapter Twenty-Four: The Wrestler                | Rozdział dwudziesty czwarty: Zapaśnik                          | Gregg Araki       | Greg Murray, Devon Turner               | 24 stycznia 2018     | 25 stycznia 2018                   |
| 25 | 12 | Chapter Twenty-Five: The Wicked and the Divine   | Rozdział dwudziesty piąty: Źli i święci                        | Rachel Talalay    | Roberto Aguirre-Sacasa                  | 31 stycznia 2018     | 1 lutego 2018                      |
| 26 | 13 | Chapter Twenty-Six: The Tell-Tale Heart          | Rozdział dwudziesty szósty: Serce prawdę ci powie              | Julie Plec        | Michael Grassi                          | 7 lutego 2018        | 8 lutego 2018                      |
| 27 | 14 | Chapter Twenty-Seven: The Hills Have Eyes        | Rozdział dwudziesty siódmy: Wzgórza mają oczy                  | David Katzenberg  | Ross Maxwell                            | 7 marca 2018         | 8 marca 2018                       |
| 28 | 15 | Chapter Twenty-Eight: There Will Be Blood        | Rozdział dwudziesty ósmy: Aż poleje się krew                   | Mark Piznarski    | Aaron Allen                             | 14 marca 2018        | 15 marca 2018                      |
| 29 | 16 | Chapter Twenty-Nine: Primary Colors              | Rozdział dwudziesty dziewiąty: Barwy kampanii                  | Sherwin Shilati   | James DeWille                           | 21 marca 2018        | 22 marca 2018                      |
| 30 | 17 | Chapter Thirty: The Noose Tightens               | Rozdział trzydziesty: Pętla się zaciska                        | Alexis Ostrander  | Britta Lundin, Brian E. Paterson        | 28 marca 2018        | 29 marca 2018                      |
| 31 | 18 | Chapter Thirty-One: A Night to Remember          | Rozdział trzydziesty pierwszy: Noc, której nigdy nie zapomnimy | Jason Stone       | Arabella Anderson, Tessa Leigh Williams | 18 kwietnia 2018     | 19 kwietnia 2018                   |
| 32 | 19 | Chapter Thirty-Two: Prisoners                    | Rozdział trzydziesty drugi: Więźniowie                         | Jennifer Phang    | Cristine Chambers                       | 25 kwietnia 2018     | 26 kwietnia 2018                   |
| 33 | 20 | Chapter Thirty-Three: Shadow of a Doubt          | Rozdział trzydziesty trzeci: Wątpliwości                       | Gregory Smith     | Yolanda E. Lawrence                     | 2 maja 2018          | 3 maja 2018                        |
| 34 | 21 | Chapter Thirty-Four: Judgment Night              | Rozdział trzydziesty czwarty: Noc sądu                         | Cherie Nowlan     | Shepard Boucher                         | 9 maja 2018          | 10 maja 2018                       |
| 35 | 22 | Chapter Thirty-Five: Brave New World             | Rozdział trzydziesty piąty: Nowy wspaniały świat               | Steven A. Adelson | Roberto Aguirre-Sacasa                  | 16 maja 2018         | 17 maja 2018                       |

## Sezon 3 (2018-2019)
| Nr | #  | Tytuł oryginalny                                    | Tytuł polski                                             | Reżyseria              | Scenariusz                              | Premiera (The CW)    | Premiera w Polsce (Netflix Polska) |
| -- | -- | --------------------------------------------------- | -------------------------------------------------------- | ---------------------- | --------------------------------------- | -------------------- | ---------------------------------- |
| 36 | 1  | Chapter Thirty-Six: Labor Day                       | Rozdział trzydziesty szósty: Święto Pracy                | Kevin Sullivan         | Roberto Aguirre-Sacasa                  | 10 października 2018 | 11 października 2018               |
| 37 | 2  | Chapter Thirty-Seven: Fortune and Men's Eyes        | Rozdział trzydziesty siódmy: Los i ludzie                | Jeff Woolnough         | Michael Grassi                          | 17 października 2018 | 18 października 2018               |
| 38 | 3  | Chapter Thirty-Eight: As Above, So Below            | Rozdział trzydziesty ósmy: Jako w piekle, tak i na Ziemi | Jeff Hunt              | Aaron Allen                             | 24 października 2018 | 25 października 2018               |
| 39 | 4  | Chapter Thirty-Nine: The Midnight Club              | Rozdział trzydziesty dziewiąty: Północny klub            | Dawn Wilkinson         | Tessa Leigh Williams                    | 7 listopada 2018     | 8 listopada 2018                   |
| 40 | 5  | Chapter Forty: The Great Escape                     | Rozdział czterdziesty: Wielka ucieczka                   | Pam Romanowsky         | Greg Murray, Ace Hasan                  | 14 listopada 2018    | 15 listopada 2018                  |
| 41 | 6  | Chapter Forty-One: Manhunter                        | Rozdział czterdziesty pierwszy: Poszukiwania             | Rachel Talalay         | Cristine Chambers                       | 28 listopada 2018    | 29 listopada 2018                  |
| 42 | 7  | Chapter Forty-Two: The Man in Black                 | Rozdział czterdziesty drugi: Człowiek w czerni           | Alex Pillai            | Janine Salinas Schoenberg               | 5 grudnia 2018       | 6 grudnia 2018                     |
| 43 | 8  | Chapter Forty-Three: Outbreak                       | Rozdział czterdziesty trzeci: Nowy porządek              | John Kretchmer         | James DeWille                           | 12 grudnia 2018      | 13 grudnia 2018                    |
| 44 | 9  | Chapter Forty-Four: No Exit                         | Rozdział czterdziesty czwarty: Bez wyjścia               | Jeff Hunt              | Arabella Anderson                       | 16 stycznia 2019     | 17 stycznia 2019                   |
| 45 | 10 | Chapter Forty-Five: The Stranger                    | Rozdział czterdziesty piąty: Obcy                        | Maggie Kiley           | Brian E. Paterson                       | 23 stycznia 2019     | 24 stycznia 2019                   |
| 46 | 11 | Chapter Forty-Six: The Red Dahlia                   | Rozdział czterdziesty szósty: Czerwona Dalia             | Greg Smith             | Devon Turner, Will Ewing                | 30 stycznia 2019     | 31 stycznia 2019                   |
| 47 | 12 | Chapter Forty-Seven: Bizarrodale                    | Rozdział czterdziesty siódmy: Bizarrodale                | Harry Jierjian         | Britta Lundin                           | 6 lutego 2019        | 7 lutego 2019                      |
| 48 | 13 | Chapter Forty-Eight: Requiem for a Welterweight     | Rozdział czterdziesty ósmy: Requiem dla boksera          | Tawnia McKiernan       | Michael Grassi                          | 27 lutego 2019       | 28 lutego 2019                     |
| 49 | 14 | Chapter Forty-Nine: Fire Walk with Me               | Rozdział czterdziesty dziewiąty: Ogniu krocz ze mną      | Marisol Adler          | Aaron Allen                             | 6 marca 2019         | 7 marca 2019                       |
| 50 | 15 | Chapter Fifty: American Dreams                      | Rozdział pięćdziesiąty: Amerykańskie sny                 | Gabriel Correa         | Roberto Aguirre-Sacasa                  | 13 marca 2019        | 14 marca 2019                      |
| 51 | 16 | Chapter Fifty-One: Big Fun                          | Rozdział pięćdziesiąty pierwszy: W muzycznym nastroju    | Maggie Kiley           | Tessa Leigh Williams                    | 20 marca 2019        | 21 marca 2019                      |
| 52 | 17 | Chapter Fifty-Two: The Master                       | Rozdział pięćdziesiąty drugi: Nalot                      | Greg Murray, Ace Hasan | Pamela Romanowsky                       | 27 marca 2019        | 28 marca 2019                      |
| 53 | 18 | Chapter Fifty-Three: Jawbreaker                     | Rozdział pięćdziesiąty trzeci: Ząb                       | Gabriel Correa         | Brian E. Paterson, Arabella Anderson    | 17 kwietnia 2019     | 18 kwietnia 2019                   |
| 54 | 19 | Chapter Fifty-Four: Fear the Reaper                 | Rozdział pięćdziesiąty czwarty: Strzeżcie się Żniwiarza  | Alexandra La Roche     | Janine Salinas Schoenberg, Will Ewing   | 24 kwietnia 2019     | 25 kwietnia 2019                   |
| 55 | 20 | Chapter Fifty-Five: Prom Night                      | Rozdział pięćdziesiąty piąty: Bal                        | David Katzenberg       | Britta Lundin, Devon Turner             | 1 maja 2019          | 2 maja 2019                        |
| 56 | 21 | Chapter Fifty-Six: The Dark Secret of Harvest House | Rozdział pięćdziesiąty szósty: Mroczny sekret Pana Żniw  | Rob Seidenglanz        | Cristine Chambers, James DeWille        | 8 maja 2019          | 9 maja 2019                        |
| 57 | 22 | Chapter Fifty-Seven: Survive The Night              | Rozdział pięćdziesiąty siódmy: Przetrwać noc             | Rachel Talalay         | Roberto Aguierra-Sacasa, Michael Grassi | 15 maja 2019         | 16 maja 2019                       |

## Sezon 4 (2019-2020)
| Nr | #  | Tytuł oryginalny                                 | Tytuł polski                                                        | Reżyseria         | Scenariusz                        | Premiera (The CW)    | Premiera w Polsce (Netflix Polska) |
| -- | -- | ------------------------------------------------ | ------------------------------------------------------------------- | ----------------- | --------------------------------- | -------------------- | ---------------------------------- |
| 58 | 1  | Chapter Fifty-Eight: In Memoriam                 | Rozdział pięćdziesiąty ósmy: In memoriam                            | Gabriel Correa    | Roberto Aguirre-Sacasa            | 9 października 2019  | 10 października 2019               |
| 59 | 2  | Chapter Fifty-Nine: Fast Times at Riverdale High | Rozdział pięćdziesiąty dziewiąty: Dzieje się w Riverdale High       | Pamela Romanowsky | Michael Grassi, Will Ewing        | 16 października 2019 | 17 października 2019               |
| 60 | 3  | Chapter Sixty: Dog Day Afternoon                 | Rozdział sześćdziesiąty: Leniwe popołudnie                          | Greg Smith        | Ace Hasan, Greg Murray            | 23 października 2019 | 24 października 2019               |
| 61 | 4  | Chapter Sixty-One: Halloween                     | Rozdział sześćdziesiąty pierwszy: Halloween                         | Erin Feeley       | Janine Salinas Schoenberg         | 30 października 2019 | 31 października 2019               |
| 62 | 5  | Chapter Sixty-Two: Witness for the Prosecution   | Rozdział sześćdziesiąty drugi: Świadek oskarżenia                   | Harry Jierjian    | Devon Turner                      | 6 listopada 2019     | 7 listopada 2019                   |
| 63 | 6  | Chapter Sixty-Three: Hereditary                  | Rozdział sześćdziesiąty trzeci: Dziedzictwo                         | Gabriel Correa    | James DeWille                     | 13 listopada 2019    | 14 listopada 2019                  |
| 64 | 7  | Chapter Sixty-Four: The Ice Storm                | Rozdział sześćdziesiąty czwarty: Burza śniegowa                     | Alex Pillai       | Arabella Anderson                 | 20 listopada 2019    | 21 listopada 2019                  |
| 65 | 8  | Chapter Sixty-Five: In Treatment                 | Rozdział sześćdziesiąty piąty: Terapia                              | Michael Goi       | Tessa Leigh Williams              | 4 grudnia 2019       | 5 grudnia 2019                     |
| 66 | 9  | Chapter Sixty-Six: Tangerine                     | Rozdział sześćdziesiąty szósty: Mandarynka                          | Gabriel Correa    | Brian E. Paterson                 | 11 grudnia 2019      | 12 grudnia 2019                    |
| 67 | 10 | Chapter Sixty-Seven: Varsity Blues               | Rozdział sześćdziesiąty siódmy: Luz Blues                           | Roxanne Benjamin  | Aaron Allen                       | 22 stycznia 2020     | 23 stycznia 2020                   |
| 68 | 11 | Chapter Sixty-Eight: Quiz Show                   | Rozdział sześćdziesiąty ósmy: Teleturniej                           | Chell Stephen     | Ted Sullivan                      | 29 stycznia 2020     | 30 stycznia 2020                   |
| 69 | 12 | Chapter Sixty-Nine: Men of Honor                 | Rozdział sześćdziesiąty dziewiąty: Człowiek honoru                  | Catriona McKenzie | Ariana Jackson                    | 5 lutego 2020        | 6 lutego 2020                      |
| 70 | 13 | Chapter Seventy: The Ides of March               | Rozdział siedemdziesiąty: Idy Marcowe                               | Claudia Yarmy     | Chrissy Maroon, Evan Kyle         | 12 lutego 2020       | 13 lutego 2020                     |
| 71 | 14 | Chapter Seventy-One: How to Get Away with Murder | Rozdział siedemdziesiąty pierwszy: Jak popełnić zbrodnię doskonałą? | James DeWille     | Arabella Anderson                 | 26 lutego 2020       | 27 lutego 2020                     |
| 72 | 15 | Chapter Seventy-Two: To Die For                  | Rozdział siedemddziesiąty drugi: Coś, za co warto umrzeć            | Shannon Kohli     | Roberto Aguirre-Sacasa            | 4 marca 2020         | 5 marca 2020                       |
| 73 | 16 | Chapter Seventy-Three: The Locked Room           | Rozdział siedemdziesiąty trzeci: Zamknięty pokój                    | Tessa Blake       | Aaron Allen                       | 11 marca 2020        | 12 marca 2020                      |
| 74 | 17 | Chapter Seventy-Four: Wicked Little Town         | Rozdział siedemdziesiąty czwarty: Wstrętne miasteczko               | Antonio Negret    | Tessa Leigh Williams              | 15 kwietnia 2020     | 16 kwietnia 2020                   |
| 75 | 18 | Chapter Seventy-Five: Lynchian                   | Rozdział siedemdziesiąty piąty: Lynchowski                          | Steven A. Adelson | Ariana Jackson, Brian E. Paterson | 29 kwietnia 2020     | 30 kwietnia 2020                   |
| 76 | 19 | Chapter Seventy-Six: Killing Mr. Honey           | Rozdział siedemdziesiąty szósty: Zabić pana Honeya                  | Mädchen Amick     | Ted Sullivan, James DeWille       | 6 maja 2020          | 7 maja 2020                        |

## Sezon 5 (2021)
| Nr | #  | Tytuł oryginalny                          | Tytuł polski                                               | Reżyseria         | Scenariusz                              | Premiera (The CW) | Premiera w Polsce (Netflix Polska) |
| -- | -- | ----------------------------------------- | ---------------------------------------------------------- | ----------------- | --------------------------------------- | ----------------- | ---------------------------------- |
| 77 | 1  | Chapter Seventy-Seven: Climax             | Rozdział siedemdziesiąty siódmy: Punkt kulminacyjny        | Pamela Romanowsky | Ace Hasan, Greg Murray                  | 20 stycznia 2021  | 21 stycznia 2021                   |
| 78 | 2  | Chapter Seventy-Eight: The Preppy Murders | Rozdział siedemdziesiąty ósmy: Ktoś morduje snobów         | Gabriel Correa    | Janine Salinas Schoenberg, Devon Turner | 27 stycznia 2021  | 28 stycznia 2021                   |
| 79 | 3  | Chapter Seventy-Nine: Graduation          | Rozdział siedemdziesiąty dziewiąty: Koniec szkoły          | Gabriel Correa    | Roberto Aguirre-Sacasa                  | 3 lutego 2021     | 4 lutego 2021                      |
| 80 | 4  | Chapter Eighty: Purgatorio                | Rozdział osiemdziesiąty: Czyściec                          | Steven A. Adelson | Roberto Aguirre-Sacasa                  | 10 lutego 2021    | 11 lutego 2021                     |
| 81 | 5  | Chapter Eighty-One: The Homecoming        | Rozdział osiemdziesiąty pierwszy: Powrót do domu           | Steven A. Adelson | Michael Grassi                          | 17 lutego 2021    | 18 lutego 2021                     |
| 82 | 6  | Chapter Eighty-Two: Back to School        | Rozdział osiemdziesiąty drugi: Powrót do szkoły            | Gabriel Correa    | Ariana Jackson                          | 24 lutego 2021    | 25 lutego 2021                     |
| 83 | 7  | Chapter Eighty-Three: Fire in the Sky     | Rozdział osiemdziesiąty trzeci: Światła na niebie          | Gabriel Correa    | Ted Sullivan                            | 10 marca 2021     | 11 marca 2021                      |
| 84 | 8  | Chapter Eighty-Four: Lock & Key           | Rozdział osiemdziesiąty czwarty: Klucze                    | Rachel Talalay    | Arabella Anderson                       | 17 marca 2021     | 18 marca 2021                      |
| 85 | 9  | Chapter Eighty-Five: Destroyer            | Rozdział osiemdziesiąty piąty: Niszczący żywioł            | Rob Seidenglanz   | Ace Hasan                               | 24 marca 2021     | 25 marca 2021                      |
| 86 | 10 | Chapter Eighty-Six: The Pincushion Man    | Rozdział osiemdziesiąty szósty: Człowiek poduszka do igieł | Gabriel Correa    | Chrissy Maroon                          | 31 marca 2021     | 1 kwietnia 2021                    |
| 87 | 11 | Chapter Eighty-Seven                      | Rozdział osiemdziesiąty siódmy                             |                   |                                         | 7 lipca 2021      | 8 lipca 2021                       |